# Nicolás de Jesús López Rodríguez
Nicolás de Jesús López Rodríguez (Barranca, 31 oktober 1936) is een geestelijke uit de Dominicaanse Republiek en een kardinaal van de Rooms-Katholieke Kerk.
López Rodríguez werd op 18 maart 1961 priester gewijd. Hij studeerde aan het pauselijk seminarie Santo Tomás de Aquino in Santo Domingo en aan de pauselijke universiteit Sint Thomas van Aquino in Rome waar hij in 1965 promoveerde in de sociale wetenschappen. Vervolgens was hij werkzaam in pastorale functies in het bisdom La Vega.
Op 16 januari 1978 werd López Rodríguez benoemd tot bisschop van San Francisco de Macorís. Zijn bisschopswijding vond plaats op 25 februari 1978. Op 15 november 1981 volgde zijn benoeming tot aartsbisschop van Santo Domingo. Van 1982 tot 1986 was hij tevens vicaris, en van 1986 tot 2017 bisschop, van het militair ordinariaat van de Dominicaanse Republiek. Van 1984 tot 2002 en van 2009 tot 2014 was hij tevens voorzitter van de bisschoppenconferentie van de Dominicaanse Republiek. Van 1991 tot 1995 was hij tevens voorzitter van de Latijns-Amerikaanse bisschoppenconferentie.
López Rodríguez werd tijdens het consistorie van 28 juni 1991 kardinaal gecreëerd. Hij kreeg de rang van kardinaal-priester. Zijn titelkerk werd de San Pio X alla Balduina. Hij nam deel aan de conclaven van 2005 en 2013.
López Rodríguez ging op 4 juli 2016 met emeritaat.
Op 31 oktober 2016 verloor López Rodríguez - in verband met het bereiken van de 80-jarige leeftijd - het recht om deel te nemen aan een toekomstig conclaaf.
- Biblioteca Nacional de España: XX1363868
- Gemeinsame Normdatei: 1056535679
- International Standard Name Identifier: 0000 0001 0911 6315
- Library of Congress Control Number: n92120794
- Virtual International Authority File: 68133029
- WorldCat: E39PBJfxfBqr6WWFftq37d6Myd